# Yasmine Belmadi
Yasmine Belmadi (Aubervilliers, 26 januari 1976 - Parijs, 18 juli 2009) was een Frans filmacteur van Algerijnse origine.
Hij debuteerde in 1997 met de rol van een jonge homoseksuele Maghrebijnse migrant in Les corps ouverts van Sébastien Lifshitz over de zoektocht van een jongeman in het homoseksuele milieu. Hij speelde ook mee in Les amants criminels van François Ozon uit 1998 en als Djamel in Wild Side uit 2004. Hij deed ook regisseerwerk. Belmadi overleed aan de gevolgen van een verkeersongeval met zijn scooter aan de Boulevard Henri IV in Parijs in juli 2009.

## Filmografie
- 1997: Les corps ouverts van Sébastien Lifshitz
- 1998: Les terres froides van Sébastien Lifshitz (TV)
- 1999: Les amants criminels van François Ozon
- 2000: Un dérangement considérable van Bernard Stora
- 2000: Les Gens en maillot de bain ne sont pas (forcément) superficiels van Eric Assous
- 2003: Filles uniques van Pierre Jolivet
- 2003: Qui a tué Bambi? van Gilles Marchand
- 2004: Wild Side van Sébastien Lifshitz
- 2004: Beur blanc rouge van Mahmoud Zemmouri
- 2004: Grande École van Robert Salis
- 2005: Au petit matin van Xavier Gens
- 2008: Coupable van Laetitia Masson
- 2009: Adieu Gary van Nassim Amaouche
- 2009: Pigalle (TV) van Hervé Hadmar